# Jim Sharman
James David Sharman (* 12. März 1945 in Sydney) ist ein australischer Film- und Theaterregisseur.

## Leben
Sharman wurde als Sohn eines reisenden Zirkusschaustellers geboren, verbrachte seine gesamte Kindheit im Zirkus und entdeckte so sein Interesse für das Theater. 1966 schloss er sein Studium am National Institute of Dramatic Art in Sydney ab. Später interessierte er sich für das experimentelle Theater.
Während seiner Arbeit an dem Musical Hair, bei dem er 1970 Regie führte, lernte er Brian Thomson kennen, der sein Set Designer wurde. Einige Zeit später arbeitete er an Jesus Christ Superstar und erregte die Aufmerksamkeit des Texters Tim Rice. Er war es, der Sharman und Thomson vorschlug, mit ihm nach London zu kommen, um das Musical auf eine große Bühne zu bringen. Einer der Schauspieler in Jesus Christ Superstar war Richard O’Brien, der später die Rolle des Riff Raff in der Rocky Horror Picture Show übernahm, sowie das Drehbuch, einige Texte und die Musik beisteuerte. Ebenso wie für die Bühnenversion übernahm Sharman auch die Regie für die Filmversion der Rocky Horror Picture Show, die am 24. März 1975 in den USA ihre Premiere feierte.

## Filmografie (Regie)
- 1972: Shirley Thompson Versus the Aliens
- 1975: The Rocky Horror Picture Show
- 1976: Summer of Secrets
- 1978: The Night, the Prowler
- 1981: Shock Treatment
- 2016: The Rocky Horror Picture Show: Let’s Do the Time Warp Again